# Rhabdopleurus
Rhabdopleurus is een geslacht van uitgestorven zee-egels uit de familie Glyphocyphidae.

## Soorten
- Glyphocyphus ataxensis Cotteau, 1886 †